# Distretto di Manikganj
Il distretto di Manikganj è un distretto del Bangladesh situato nella divisione di Dacca. Si estende su una superficie di 1.383,66 km² e conta una popolazione di 1.392.867  abitanti (dato censimento 2011).

## Suddivisioni amministrative
Il distretto si suddivide nei seguenti sottodistretti (upazila):
- Manikganj Sadar
- Singair
- Shivalaya
- Saturia
- Harirampur
- Ghior
- Daulatpur